# Krtonožkovití
Krtonožkovití (Gryllotalpidae) jsou hmyzí čeleď z řádu rovnokřídlí. Jejich zástupci se liší velikostí a vzhledem, ale většina z nich dosahuje velikosti mezi 3,2 a 3,5 cm. Tělo je přizpůsobeno životu v podzemí: je válcovité, pokryté jemnými hustými chloupky, s hrabavými předními končetinami. Hlava, přední končetiny a přední část hrudi jsou silně sklerotizovány, ale zadeček je spíše měkký. Hlava nese dvě nitkovitá tykadla a pár malých očí. Přes zadeček jsou naplocho složeny dva páry křídel; první pár křídel bývá krátký a zaoblený, druhý pár blanitý a často dlouhý, přesahující zadeček. Některé druhy však mají zadní křídla zmenšená, a neumí tudíž létat.
Krtonožkovití mají nedokonalou proměnu, nymfy se až na absenci křídel a pohlavních orgánů podobají dospělcům. Většinu svého života krtonožky tráví pod zemí, ale okřídlení dospělci se v období rozmnožování rozptylují do okolního prostředí. Samci krtonožek se ze zahnuté trychtýřovité nory v zemi ozývají hlasitou písní, jež slouží k přilákání samic k páření nebo k označení vhodných stanovišť ke kladení vajíček. Píseň tvoří téměř čistý tón, modulovaný do cvrlikání. Krtonožky se liší svými potravními nároky: některé druhy jsou býložravé, živící se především kořínky rostlin; některé všežravé; a několik z nich je primárně dravých.
Krtonožkovití se dělí do dvou žijících podčeledí: Scapteriscinae a Gryllotalpinae (a vyhynulé podčeledi Marchandiinae). Žijí na všech kontinentech vyjma Antarktidy, zvláště zavlečené druhy se mohou stát zemědělskými škůdci (jako rod Neoscapteriscus na Floridě). Např. v Zambii jsou krtonožky naopak považovány za symbol štěstí a v Latinské Americe se tvrdí, že předpovídají déšť. V Západní Jávě, Vietnamu, Thajsku, Laosu a na Filipínách se krtonožky rodu Gryllotalpa běžně konzumují.